# رورشاك
رورشاك هو بطل خارق في دي سي كومكس ظهر في واتشمن.الشخصية من ابتكار آلان مور وديف غيبونز.